# Odrzechowa
Odrzechowa (ukrainisch Одрехова) ist ein Dorf  der Gemeinde Zarszyn im Powiat Sanocki in Polen. Es liegt in einem hügeligen, waldreichen Gebiet, im äußersten Südosten Polens an der Pielnica, zwölf Kilometer von Bukowsko entfernt in Richtung Zarszyn. Der Ort liegt auf 366 m ü. M. und ist bekannt als Standort eines der polnischen Huzulen-Gestüte.

## Geschichte
Der Ort wurde erstmals im Jahre 1419 unter diesem Namen erwähnt, der auf den altpolnischen Personennamen Odrzech oder Odrzich zurückgeht.
Der Name Odrzich lässt sich aus dem  altdeutschen Personennamen Uodalrich (> Ulrich) aus Odelrik (niederdeutsch) ableiten. Odrzechowa 1419, de Odrzechowa 1430, Odrzechow 1438, Hodrzechow 1449, de Hodrzechowa 1450, Odrzechowa 1515. 
Lange lebten hier überwiegend Ukrainer, die nach dem Zweiten Weltkrieg im Rahmen der Aktion Weichsel umgesiedelt wurden. 

Kataster-Flurkarte von Odrzechowa, 1817 Galizien